# Vinegar
Vinegar è il primo singolo della cantante finlandese Anna Abreu estratto dal suo secondo album Now. È stato certificato disco di platino in Finlandia.

## Classifiche
| Classifica (2008) | Posizione massima |
| ----------------- | ----------------- |
| Finlandia         | 1                 |